# Dirk Geiger

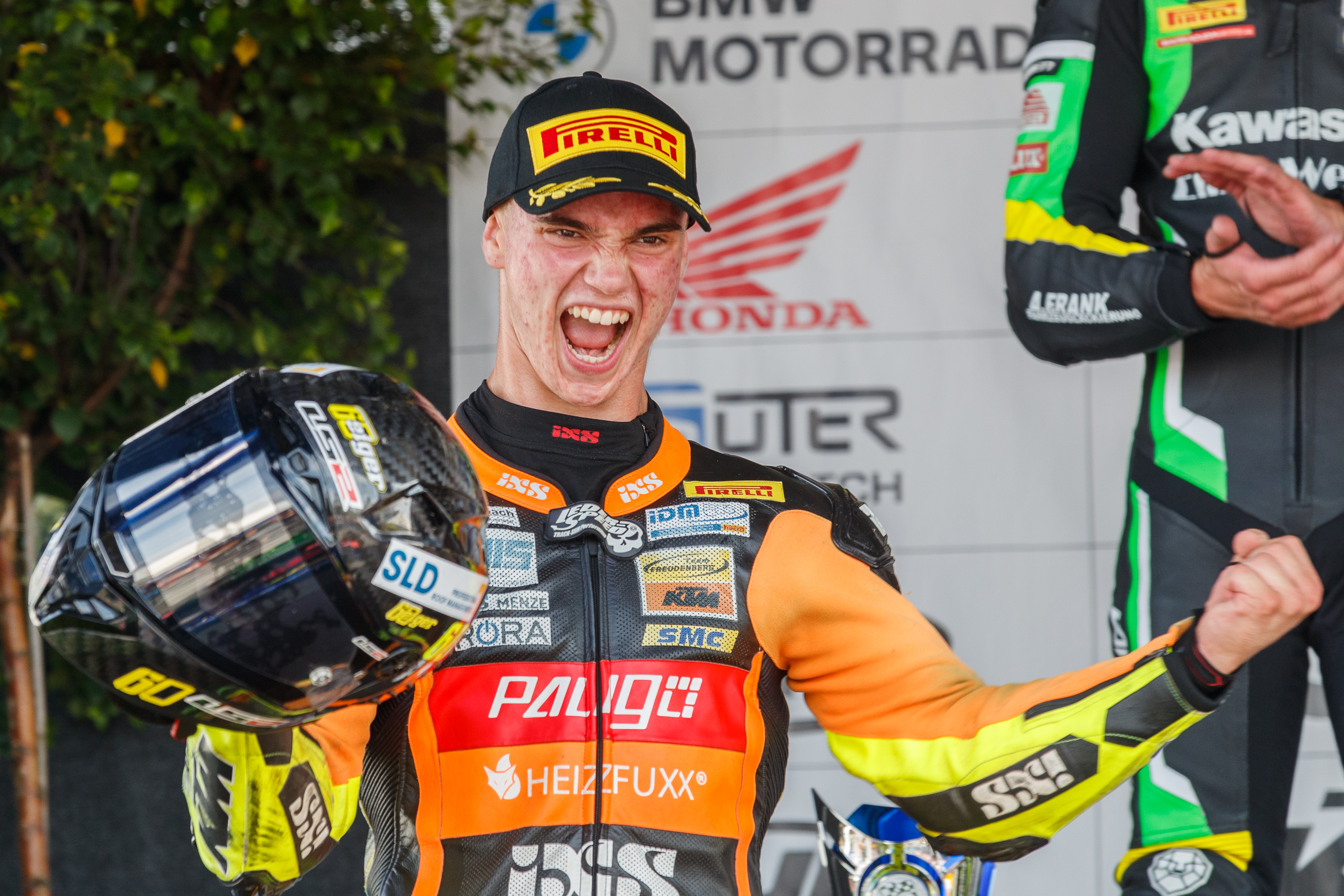
Geiger jubelt 2021 über einen Sieg auf dem Schleizer Dreieck

Dirk Geiger (* 4. Juli 2002 in Mannheim) ist ein deutscher Motorradrennfahrer.

## Karriere
Dirk Geiger fuhr bis 2011 Pocketbike. Er wurde 2010 Deutscher Meister in der Junior-A-Klasse und 2011 Deutscher Meister in der Klasse Junior B. 2012 erfolgte der Aufstieg in den ADAC Minibike Cup, wo er in der Einsteigerklasse Meister wurde. 2013 belegte Geiger Platz vier im ADAC Minibike Cup in der Nachwuchsklasse, in der folgenden Saison 2014 gewann er den deutschen Meistertitel in dieser Klasse und wurde Vize-Europameister auf einer Honda NSF 100.
2015 startete Geiger im ADAC Junior Cup auf KTM RC 390 Cup und wurde mit drei Siegen Meister. 2016 und 2017 fuhr er im ADAC Northern European Cup in der Klasse Moto3-Standard für Kiefer Racing auf Honda NSF 250 und sicherte sich in beiden Jahren den Meistertitel. Anschließend ging Geiger im European Talent Cup im Rahmen der Spanischen Motorrad-Straßenmeisterschaft an den Start, wo er 2018 den 20. und 2019 den zehnten Gesamtrang belegte. Im Juli 2019 feierte er beim Großen Preis von Deutschland auf dem Sachsenring für Kiefer Racing auf KTM sein Debüt in der Motorrad-Weltmeisterschaft in der Klasse Moto3 und wurde 23.
2020 fuhr Geiger für CarXpert PruestelGP ein Rennen der Moto3-Weltmeisterschaft auf KTM, weil Stammfahrer Barry Baltus das Mindestalter von 16 Jahren erst im Laufe der Saison erreichte.

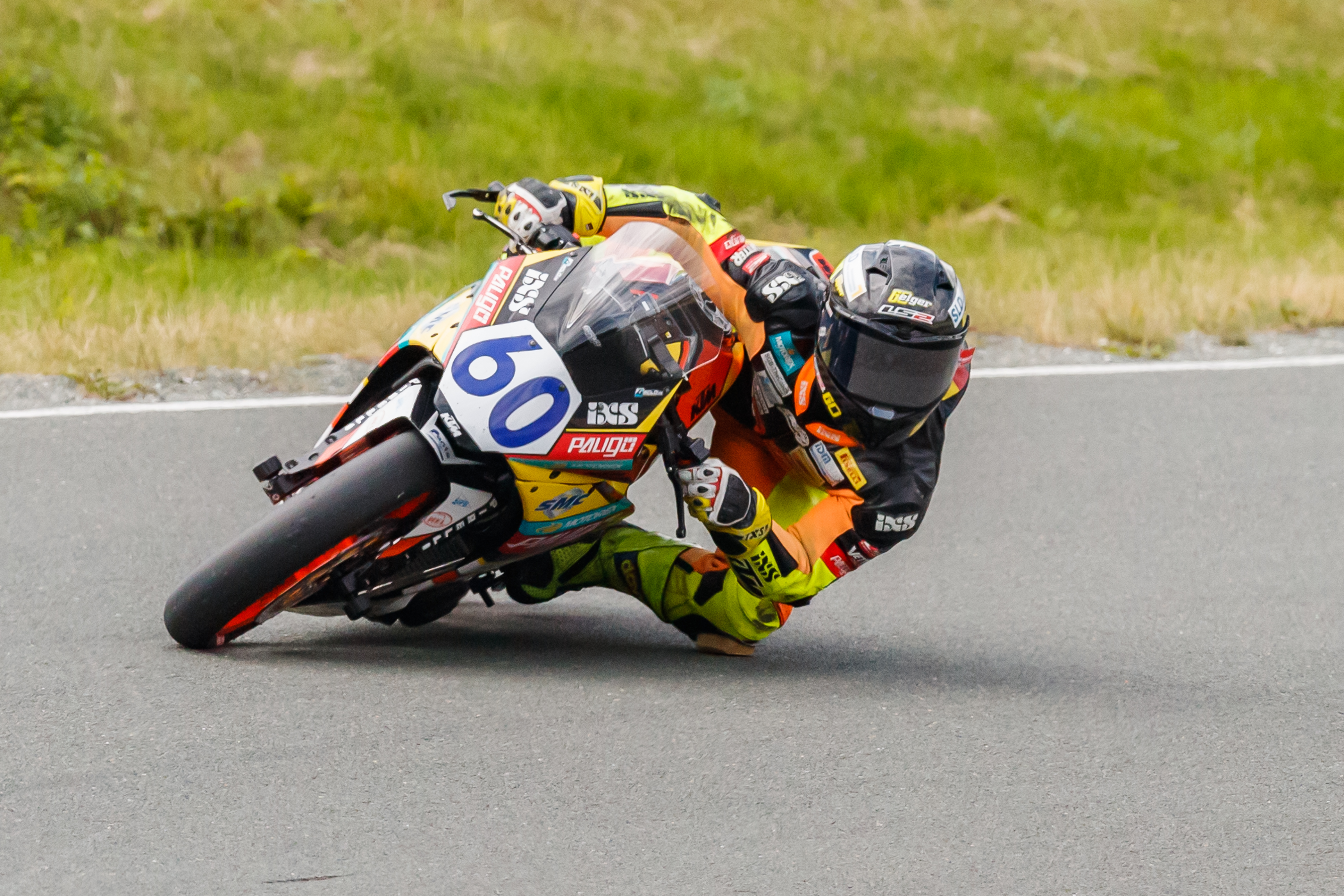
2021 auf dem Schleizer Dreieck

Er fuhr dann in der Saison 2020 weiter in der Moto3-Junioren-WM und erreichte in der Supersport 300-Klasse der IDM mit zwei Siegen den vierten Gesamtplatz. Geiger startete für das Racing Team Freudenberg auf KTM. Diese Platzierung konnte er 2021 mit drei Siegen wiederholen.
Nachdem Geiger 2022 in der Supersport-300-Weltmeisterschaft auf einer Kawasaki im Team RT Motorsport by SKM – Kawasaki unterwegs war, startet er 2023 in dieser Serie wieder im Racing Team Freudenberg.
Ab 2024 fährt Geiger in der IDM 600 SSP für MCA Racing mit Honda.

## Statistik

### Erfolge
- 2010 – Deutscher Meister Pocketbike Klasse Junior A
- 2011 – Deutscher Meister Pocketbike Klasse Junior B
- 2012 – Deutscher Meister ADAC Minibike Cup, Einsteigerklasse
- 2014 – Deutscher Meister ADAC Minibike Cup, ADAC Minibike Cup, Nachwuchsklasse
- 2015 – ADAC-Junior-Cup-Sieger auf KTM
- 2016 – Meister des ADAC Northern European Cup Moto3 auf Honda
- 2017 – Meister des ADAC Northern European Cup Moto3 auf Honda

### Ehrungen
- ADAC Junior Motorsportler des Jahres: 2015

### In der Motorrad-Weltmeisterschaft
| Saison | Klasse | Team                | Motorrad | Rennen | Siege | Zweiter | Dritter | Poles | Schn. Runden | Punkte | Ergebnis |
| ------ | ------ | ------------------- | -------- | ------ | ----- | ------- | ------- | ----- | ------------ | ------ | -------- |
| 2019   | Moto3  | Kiefer Racing       | KTM      | 1      | –     | –       | –       | –     | –            | 0      | 47.      |
| 2020   | Moto3  | CarXpert PruestelGP | KTM      | 1      | –     | –       | –       | –     | –            | 0      | 33.      |
| Gesamt | Gesamt | Gesamt              | Gesamt   | 2      | 0     | 0       | 0       | 0     | 0            | 0      |          |

### In der Supersport-300-Weltmeisterschaft
(Stand: Saisonende 2023)
| Saison | Motorrad | Rennen | Siege | Podien | Poles | Schn. Runden | Punkte | Ergebnis |
| ------ | -------- | ------ | ----- | ------ | ----- | ------------ | ------ | -------- |
| 2021   | Kawasaki | 2      | –     | –      | –     | 1            | 21     | 28.      |
| 2022   | Kawasaki | 14     | 1     | 2      | 1     | –            | 86     | 11.      |
| 2023   | KTM      | 16     | 1     | 5      | 2     | 1            | 174    | 4.       |
| Gesamt | Gesamt   | 32     | 2     | 7      | 3     | 2            | 281    |          |